# Ensieh Shah-Hosseini
Ensieh Shah-Hosseini (en persan: انسیه شاه حسینی) est une réalisatrice iranienne née en 1954. Elle poursuit des études de cinéma avant de se consacrer au journalisme, à l'écriture de romans et de scénarios ainsi qu'à la réalisation de documentaires. Ses deux premiers longs métrages ont pour thème, pour le premier, l'amour et, pour le second, la guerre.

## Filmographie
- Documentaire
  - 1981-1989 War refugees
  - 2002 Baluch kids
- Court métrage
  - 2000 Deadline premier prix au Women Film Festival de Séoul
- Long métrage
  - 2005 Let's go, it's late
  - 2006 Adieu la vie